# Onthophagus semiperakensis
Onthophagus semiperakensis es una especie de insecto del género Onthophagus, familia Scarabaeidae, orden Coleoptera.

Fue descrita científicamente por Ochi, Kon & Masumoto en 2014.